# 何晉德
何晉德，福建福州府侯官縣（今福建省福州市）人，清朝政治人物、進士出身。
光緒六年，登進士，后分部學習員外郎、俟分部學習期滿作為候補員外郎後以該部員外郎即補同年五月，授候補員外郎。光緒十年，任刑部員外郎。